# Susanna Hall
Susanna Hall (nata Shakespeare; Stratford-upon-Avon, 26 maggio 1583 – Stratford-upon-Avon, 11 luglio 1649) è stata la figlia maggiore di William Shakespeare e di sua moglie Anne Hathaway.

## Biografia
Susanna Shakespeare nacque il 26 maggio 1583 a Stratford-upon-Avon, come primogenita di William Shakespeare e Anne Hathaway. 
Il suo nome, di origini ebraiche e portato da un personaggio biblico, rimanda all'idea di purezza e virtù e fu probabilmente scelto come nome augurale: sua madre era andata all'altare già incinta e perciò Susanna poteva essere vista, in un villaggio abitato da una nutrita comunità puritana, come "pericolosamente vicina" a nascere illegittima. Era un nome relativamente nuovo a Stratford, essendo comparso nei registri battesimali solo a partire dal 1574, ma era condiviso da altre tre bambine nate quella stessa primavera.   
Crebbe a Stratford con la madre e i fratelli minori, i gemelli Hamnet e Judith, sotto la tutela della madre, mentre il padre viveva separato dalla famiglia e portava avanti la sua carriera di drammaturgo a Londra. Non frequentò la scuola, dal momento che la locale Stratford King Edward VI School era all'epoca vietata alle ragazze, ma sembra che ricevette almeno un'istruzione di base: appose di sua mano la firma su almeno due documenti, il che dimostra che, a differenza della sorella Judith, era quantomeno in grado di scrivere il proprio nome.     
Il 5 giugno 1607, nella Chiesa della Trinità, sposò John Hall, medico e otto anni più grande di lei. Come dote, Shakespeare assegnò a Susanna 105 acri della sua terra a Old Stratford, acquistata nel 1602. John Hall divenne un membro stimato della comunità e nel 1657, 22 anni dopo la sua morte, la sua raccolta di appunti fu pubblicata col titolo di Le Select Observations. La coppia visse a Hall's Croft ed ebbe una sola figlia, Elizabeth, nata a febbraio 1608, che fu l'unica nipote che Shakespeare ebbe la possibilità di conoscere, dal momento che i figli di Judith nacquero solo dopo la sua morte e Hamnet morì bambino.     
Nel giugno 1613, Susanna fu accusata da un ventitreenne di nome John Lane Jr. di avere una relazione adultera con un merciaio di nome Rafe Smith e di aver contratto da lui una malattia venerea. È possibile che l'accusa avesse motivazioni politiche, dal momento che Hall era un fedele sodale del vicario puritano Thomas Wilson, contro cui Lane era in aperto contrasto e contro cui avrebbe in seguito sobillato una rivolta. In risposta, il 15 luglio gli Hall denunciarono Lane per diffamazione alla Corte del Concistoro di Worcester. Robert Whatcott, amico di famiglia che sarebbe poi stato testimone delle ultime volontà di Shakespeare, testimoniò per gli Hall, mentre Lane non si presentò. Lane fu dichiarato colpevole e scomunicato. Nel 1619, fu di nuovo dichiarato colpevole di diffamazione contro il vicario e gli assessori locali, oltre a essere segnalato come ubriaco molesto in numerose occasioni.    
Alla morte di Shakespeare il 23 aprile 1616, Susanna fu la sua principale erede. Il patrimonio destinatole includeva la casa di famiglia a New Place, due case su Henley Street, ampi appezzamenti di terre e "tutti i beni mobili, affitti, argenteria, gioielli e suppellettili domestiche di qualsiasi tipo dopo il pagamento delle mie tasse e dei miei lasciti e delle spese funerarie". In caso di morte di Susanna, il patrimonio sarebbe passato ai suoi figli e ai loro discendenti in ordine di nascita, e, se non ci fossero stati figli, alle sue figlie e ai loro discendenti. In caso di estinzione della linea di Susanna, l'erede sarebbe stata Judith coi suoi figli. John Hall fu nominato esecutore testamentario e si occupò di presentare il testamento alla corte prerogativa di Canterbury a Londra il 22 giugno 1616.     
Susanna morì l'11 luglio 1649 a sessantasei anni. Venne sepolta nel cimitero della Chiesa della Trinità.     

## Discendenza
Dal suo matrimonio, Susanna ebbe una sola figlia:
- Elizabeth Hall (1608 - 1670). Si sposò due volte, nel 1626 con Thomas Nash e nel 1649 con John Bernard. Entrambi i suoi mariti erano ferventi realisti e sostenitori di Carlo I durante la guerra civile inglese. La sua morte senza discendenza estinse la linea di sangue nota di Shakespeare.

## Riferimenti culturali
- Susanna è la protagonista dell'opera teatrale The Herbal Bed (1996) di Peter Whelan, incentrata sulla causa per adulterio.
- Susanna è un personaggio della sitcom Upstart Crow (2016), interpretata da Helen Monks.
- Nel dramma Will (2017), Susanna è interpretata da Phoebe Austen.
- Nel film Casa Shakespeare (2019), Susanna è interpretata da Lydia Wilson.